# Central Kings
Central Kings é um município rural canadense localizado no Condado de Kings, na Ilha do Príncipe Eduardo. A população no censo de 2016 era de apenas 339 pessoas.